# Vicente Lampérez Romea
Vicente Lampérez Romea (Madrid, 21 de març de 1861 - Madrid, 19 de gener de 1923) fou un destacat restaurador, arquitecte i historiador de l'art espanyol, membre de la Reial Acadèmia de la Història.

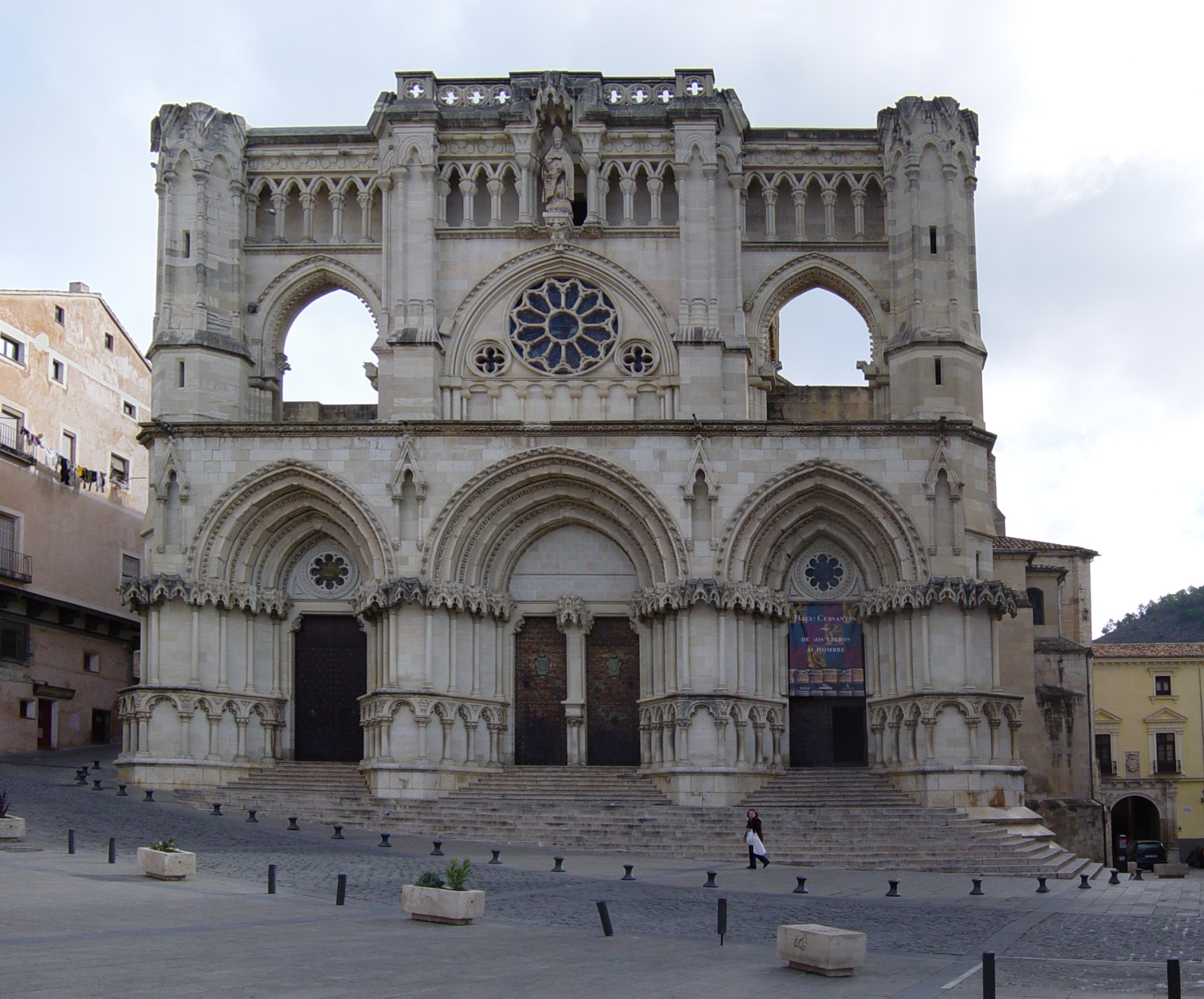
Façana de la Catedral de Conca tal como va quedar després de la seva restauració, encara que inacabada.

## Biografia
En 1885 es llicencià en arquitectura a l'Escola Superior d'Arquitectura de Madrid, treballant com a ajudant de Ricardo Velázquez Bosco. Va estar casat des de 1892 amb Blanca de los Ríos Nostenchescriptora i pintora espanyola.En 1894 comença la seva tasca com a professor a l'Escuela de Artes y Oficios de Madrid. El 1901 va guanyar la plaça de professor a l'Escuela Superior de Arquitectura, encarregant-se de les matèries d'Historia de l'Art i Teoria de l'Arquitectura. El 1918 va esdevenir catedràtic a la mateixa escola, després de la jubilació de Velázquez Bosco. Dos anys després, va ser nomenat director.
Lampérez va pertànyer a l'escola restauradora, que rep clares influències de Viollet-le-Duc, sent la seva més assenyalat representant, en contraposició a l'escola conservadora o conservacionista. Ha rebut crítiques des de la posició de l'arquitectura posterior, com les d'Alfredo Morales, que li qüestiona que en la restauració assagés segons la seva entendre, coses que faltessin (segons paraules del mateix Lampérez) en contraposició a les teories desenvolupades en l'actualitat al voltant de la Teoria de la restauració, o de González de Valcárcel. També s'ha criticat la seva concepció de l'art mudèjar i la seva visió de les «esglésies espanyoles de maó», refutada pel marquès de Lozoya.
Fou un cultivador retardat de la tendència historicista, molt conreada a Europa en el segle xix, la qual estimulava l'interès pels monuments medievals. Va dirigir la restauració de les catedrals de Conca i de Burgos i publicà tractats de l'arquitectura hispànica medieval i paleocristiana. Completà la seva activitat arquitectònica amb l'exercici de la docència, ocupant la plaça de catedràtic numerari de l'Escola Superior d'Arquitectura de Madrid (1901).

## Obres (selecció)

### Llibres
- Arquitectura civil española de los siglos I al XVIII (1993). Ediciones Giner. ISBN 978-84-7273-152-3. ISBN 84-7273-152-9
- Historia de la arquitectura cristiana. Espasa-Calpe, ISBN 978-84-239-6706-3. ISBN 84-239-6706-9
- Historia de la arquitectura cristiana española en la Edad Media. Junta de Castilla y León. Consejería de Cultura y Turismo. ISBN 978-84-7846-905-5. ISBN 84-7846-905-2
- Historia de la arquitectura cristiana española en la Edad Media. 1999. Ámbito Ediciones, S.A. ISBN 978-84-8183-064-4 ISBN 84-8183-064-X obra completa
- "Los Mendozas del Siglo XV y el Castillo del Real de Manzanares" por Vicente Lampérez y Romea (1916).

### Arquitectura i restauració
- Façana de la Catedral de Conca[11] Enfonsada la façana barroca, la va restaurar amb el raonament de la seva època que era puresa de l'estil i reiteració d'elements interiors en l'exterior, atès que es mancava dels dissenys originals, seguint les teories de Viollet-le-Duc. Aquesta obra va ser continuada però no acabada per Modesto López Otero durant la Segona República Espanyola pels qüestionaments, especialment d'arquitectes més aviat anodins i d'escassa trajectòria restauradora.
- Castell de Manzanares El Real[12]
- Casa del Cordón (Burgos)[13]
- Catedral de Burgos
- Colegio Niño Jesús (Burgos)
- Casa de Mercurio (Burgos)[14]
- Seu del Círculo Católico de Obreros de Burgos